# Macrosiphum osmaliae
Macrosiphum osmaliae är en insektsart. Macrosiphum osmaliae ingår i släktet Macrosiphum och familjen långrörsbladlöss. Inga underarter finns listade i Catalogue of Life.